# دورة العنف
مصطلح دورة العنف يشير إلى تكرار الأفعال الخطيرة من العنف بنمط  دوري،  حيث يكون بشكل نمط أو دورة يتكرر ويمكن أن يحدث عدة مرات خلال العلاقة. كل مرحلة قد تستمر طول مختلفة من الوقت.
وكثيرا ما يشير إلى السلوك العنيف الذي يتعلمه الشخص عندما يكون طفلا ثم تتكرر عند البلوغ

## دورة العنف في العلاقات
نظرية العنف الزوجي بشكل دورة اثبتت من قبل لينور ووكرك نتيجة لدراسة اجريت في الولايات المتحدة الأمريكية في عام 1979. إذ تفسرالتغيرات في السلوك العنيف للزوج المعتدي تجاه زوجته واسرته بشكل كبير بمرور الوقت.
في هذا النوع من العلاقة المسيئة فان تصرفات الزوج المعتدي تمر بدورة محكمة عند مراقبتها، هذه الدورة تتكرر باستمرار بنفس النمط وبنفس المراحل مئات المرات خلال الحياة مع الزوج المعتدي وكل مرحلة تستغرق مدة من الزمن، اما الدورة كلها فقد تستغرق بضع ساعات أو ربما عدة اشهرأو سنة لتكتمل ثم تبدأ من جديد.
ومن المهم ان نتذكر ان هذا النمط من العلاقة لا ينطبق على كل أنواع العنف الزوجي والاسري، كما قد تختفي مرحلة من مراحل الدورة في بعض الاحيان. فقد تختفي مرحلة الهدوء أو شهر العسل.
وفي كل الاحوال فالنظرية تطرح تفسيرا لهذه المشكلة وتوضحها وتشرح مراحلها ليسهل فهم سلوك الزوج المعتدي ليمكن التنبؤ بالاعتداء على الضحية قبل وقوعه.ولكن الحل يبقى بيد اطراف هذه العلاقة.  
وتصنف بالمراحل الثلاث الآتية:
- مرحلة تراكم التوتر: يمرالمعتدي بحالة غضب وتوتر متزايد تجاه الضحية بشكل تصاعدي في هذه المرحلة وهنا تعيش الضحية في حالة رعب وخوف شديدين، فالسلوك الشرس للمعتدي يتزايد والتوتر يتصاعد بحيث يصبح الانفجار متوقعاً في أي لحظة. وهي مرحلة يمارس الزوج المعتدي فيها شتى أنواع العنف النفسي واللفظي تجاه زوجته واسرته.وقد تستغرق هذه المرحلة مدةً طويلة تستنزف صبر الضحية وقدرتها على التحمل.
- مرحلة الانفجار الكبير أو وقوع الاعتداء: هذه المرحلة تحدث فيها قمة القسوة والشراسة في الاعتداء الذي يمارسه الزوج المعتدي للسيطرة على الضحية والتحكم بها. فهو يفك التوتر عن نفسه بالانفجار، مما قد يسبب له الإدمان على فك التوتر بالاعتداء. ويصبح التخلص من الغضب صعبا عليه بغير ذلك. في هذه المرحلة يفك المعتدي التوتر عن نفسه بهذه التصرفات: يشتم ويهين الضحية، يصفع، يرفس، يبصق، يقرص، قد يخنقها ويضربها، أو يشد شعرها. يمنعها من الهرب أو الاستغاثة باحد أو يحبسها. يتحرش بالاطفال أو يضربهم لينتقم منها. قد يرمي عليها اشياء أو يستخدم سلاحا ضدها.
- مرحلة الندم: في هذه المرحلة يحس الزوج المعتدي بالخجل من اعتدائه، فيتراجع ويحاول ان ييبرر اعتداءه لنفسه وللاخرين، ويتناسى إدمانه على هذا السلوك العنيف ويعد الضحية بعدم تكرار الاعتداء وقد يبرر اعتداءاته السابقة باسباب العمل أو التوتر أو المخدرات أو الخمر، وقد يتغير سلوك المعتدي بشكل واضح لفترة قصيرة وتصبح علاقتهما طبيعية وخالية من الاساءات. لكن غالباً ما تختفي هذه المرحلة بتكرار الدورة مع الزمن فينتقل المعتدي من مرحلة الاعتداء إلى مرحلة تراكم الغضب ثم الاعتداء وهكذا.

كما يصنف بتصنيف آخر وفق المراحل الاتية:
- الاعتداء – المسيء يبدأ العدوانية اللفظية أو الاعتداء الجسدي، بهدف السيطرة وقمع الضحية.
- الشعور بالذنب – المسيء يشعر بالذنب من الإساءة ولكن في المقام الأول للأهتمام بعدم إدانته بالاعتداء بدلا من مشاعر التعاطف مع الضحية.
- الأعذار – ومحاولة تفسير السلوك العدواني بالعقلانية، بما في ذلك اللوم وايجاد الأعذار.
- إنه سلوك «اعتيادي» – المسيء يستعيد السيطرة الشخصية، يخلق مرحلة سلمية في محاولة لجعل الضحية تشعر بالعلاقة.
- الخيال والتخطيط – التفكير انه في حال ارتكاب الضحية لأخطاء، وكيف سيقوم بعقابها، ووضع خطة لتحقيق ما يتخيله.
- تنفيذ الخطة.

الطبيعة الدورية للعنف المنزلي هي الأكثر انتشارا في إرهاب المقربين (intimate terrorism), التي تنطوي على نمط السيطرة المستمرة باستخدام العاطفة والاساليب الجسدية وغيرها من أشكال العنف المنزلي وهو ما يؤدي عموما بالضحايا، والذين غالبا ما يتمثلون بالمرأة إلى ملاجئ النساء. وهو ما كان تقليديا تعريف العنف المنزلي عموما يعرف بـ «السلطة وعجلة السيطرة» لتوضيح أشكال مختلفة ومترابطة من الإساءة. إرهاب المقربين يختلف عن العنف الظرفي للازواج الذي يقترن بحوادث متفرقة متفاوتة في الشدة.

## العنف العابر للأجيال
دورة العنف العابرة للاجيال – العنف الذي ينتقل من الوالدين إلى الطفل، أو من أخ إلى أخيه.
الأطفال المعرضين للعنف المنزلي من المرجح أن يطوروا سلوكيات المشاكل، مثل التراجع، واظهار سلوكيات السيطرة، وتقليد السلوكيات. الأطفال قد يظنون أن العنف هو السلوك المقبول في العلاقات الحميمة ويصبحون إما الطرف الذي يتلقى المعاملة السيئة أو الشخص المسيء. وقد ناقشت بعض البحوث الاخرية بعض آثار العنف المنزلي على الأطفال مثل اضطراب ما بعد الصدمة، التفكك، وذات العلامات البيولوجية.
يقدر أن 1/5 إلى 1/3 من المراهقين  يعانون من عنف مواعدات المراهقين عبر التعرض للإيذاء والإساءة بشكل منتظم من قبل الشركاء لفظيا أو عقليا أو عاطفيا أو جنسيا أو جسديا. ثلاثين إلى 50% من العلاقات يمكن أن تحمل نفس الحلقة المفرغة من العنف المتصاعد في العلاقات الزوجية.
العقاب البدني للأطفال يرتبط بالعنف المنزلي اللاحق ايضاً.  الباحث في العنف الأسري موراي A. شتراوس يرى أن التأديب بواسطة الضرب على الارداف  وهو «عقاب الأطفال العنيف الأكثر انتشارا في الأسر الأمريكية»، له آثار تساهم بالعديد من المشاكل الاجتماعية الكبرى، بما في ذلك في وقت لاحق الاعتداءات على الزوجات.

## للمزيد من القراءة

### كتب
- Engel, Beverly Breaking the Cycle of Abuse: How to Move Beyond Your Past to Create an Abuse-Free Future (2005)
- Biddix, Brenda FireEagle Inside the Pain: (a survivors guide to breaking the cycles of abuse and domestic violence) (2006)
- Hameen, Latifah Suffering In Silence: Breaking the Cycle of Abuse (2006)
- Hegstrom, Paul Angry Men and the Women Who Love Them: Breaking the Cycle of Physical and Emotional Abuse (2004)
- Herbruck, Christine Comstock Breaking the cycle of child abuse (1979)
- Marecek, Mary Breaking Free from Partner Abuse: Voices of Battered Women Caught in the Cycle of Domestic Violence (1999)
- Mills, Linda G. Violent Partners: A Breakthrough Plan for Ending the Cycle of Abuse (2008)
- Ney, Philip G. & Peters, Anna Ending the Cycle of Abuse: The Stories of Women Abused As Children & the Group Therapy Techniques That Helped Them Heal (1995)
- Pugh, Roxanne Deliverance from the Vicious Cycle of Abuse  (2007)
- Quinn, Phil E. Spare the Rod: Breaking the Cycle of Child Abuse (Parenting/Social Concerns and Issues) (1988)
- Smullens, SaraKay Setting Yourself Free: Breaking the Cycle of Emtional Abuse in Family, Friendships, Work and Love (2002)
- Waldfogel, Jane The Future of Child Protection: How to Break the Cycle of Abuse and Neglect (2001)
- Wiehe, Vernon R. What Parents Need to Know About Sibling Abuse: Breaking the Cycle of Violence  (2002)

### مجلات بحثية
- Coxe, R & Holmes, W A study of the cycle of abuse among child molesters. Journal of Child Sexual Abuse, v10 n4 p111-18 2001
- Dodge, K. A., Bates, J. E. and Pettit, G. S. (1990) Mechanisms in the cycle of violence. Science, 250: 1678-1681.
- Egeland, B., Jacobvitz, D., & Sroufe, L. A. (1988). Breaking the cycle of abuse: Relationship predictors. Child Development, 59(4), 1080-1088.
- Egeland, B & Erickson, M - Rising above the past: Strategies for helping new mothers break the cycle of abuse and neglect. Zero to Three 1990, 11(2):29-35.
- Egeland, B. (1993) A history of abuse is a major risk factor for abusing the next generation. In: R. J. Gelles and D. R. Loseke (eds) Current controversies on family violence. Newbury Park, Calif.; London: Sage.
- Furniss, Kathleen K. Ending the cycle of abuse: what behavioral health professionals need to know about domestic violence.: An article from: Behavioral Healthcare (2007)
- Glasser, M & Campbell, D & Glasser, A & Leitch I & Farrelly S Cycle of child sexual abuse: links between being a victim and becoming a perpetrator The British Journal of Psychiatry (2001) 179: 482-494
- Kirn, Timothy F. Sexual abuse cycle can be broken, experts assert.(Psychiatry): An article from: Internal Medicine News (2008)
- Quayle, E Taylor, M - Child pornography and the Internet: Perpetuating a cycle of abuse Deviant Behavior, Volume 23, Issue 4 July 2002, pages 331 - 361
- Stone, AE & Fialk, RJ Criminalizing the exposure of children to family violence: Breaking the cycle of abuse 20 Harv. Women's L.J. 205, Spring, 1997
- Woods, J Breaking the cycle of abuse and abusing: Individual psychotherapy for juvenile sex Clinical Child Psychology and Psychiatry, Vol. 2, No. 3, 379-392 (1997)